# Jacques de Flesselles
Pour les articles homonymes, voir Flesselles (homonymie).
Jacques de Flesselles, né à Paris le 11 novembre 1730 d'une famille de robe picarde et tué devant l'hôtel de ville à Paris le 14 juillet 1789, est un administrateur français qui fut le dernier prévôt des marchands de Paris.
Intendant en Normandie, en Auvergne et à Lyon, avant de devenir prévôt des marchands de Paris, il fut tué d'un coup de pistolet, puis décapité et sa tête promenée au bout d'une pique, juste après la prise de la Bastille.

## Débuts de carrière
Jacques de Flesselles est conseiller au parlement de Paris en 1752 (25 janvier), puis maître des requêtes en 1755 (30 janvier) et président au grand-conseil en 1761 (16 juin).

## Les intendances
Il devient ensuite intendant de Moulins (Bourbonnais) en 1762 (3 septembre), de Rennes (Bretagne) en 1765 (31 mai). Avec le duc d'Aiguillon et le comte de Saint-Florentin, il poursuit La Chalotais et en fut récompensé par sa nomination à l'intendance de Lyon. D'autres sources, expliquent qu'il dut quitter la Bretagne après être entré en conflit avec le Parlement de Bretagne et avoir vu son autorité bafouée.
Il est nommé intendant de Lyon le 11 novembre 1767. Il est conseiller d’État en 1784 avant de devenir le dernier prévôt des marchands de Paris en 1789.

### Intendant de Lyon (1768-1784)
Nommé intendant de Lyon, il a déjà une expérience administrative et il a l'appui du gouvernement. Il est aimé pour sa douceur, sa bienséance et son zèle pour les intérêts de cette grande cité. Hostile aux structures administratives périmées (consulat lyonnais, « élus » chargés de la répartition de la taille), il empiète sur leurs responsabilités pour améliorer la répartition de l'impôt, notamment la corvée. Il favorise la liberté du commerce, l'installation de manufactures, l'amélioration de l'agriculture et contribue au développement de l'école de vétérinaire de Lyon.
Il donne de fastueuses réceptions à l'hôtel de l'intendance pour conquérir la haute société lyonnaise, non sans recevoir pour ses dépenses de sévères reproches du contrôleur général des finances. Il encourage les travaux de l'Académie de Lyon, dont il devient directeur en 1771 : il y fonde plusieurs prix, dont un pour le perfectionnement de la teinture des soies en noir. Il s'intéresse aussi aux découvertes techniques : en  1783 et en 1784 ont lieu à Lyon les essais du bateau à vapeur ou « pyroscaphe » de Jouffroy d'Abbans et du ballon des frères Montgolfier. Le 19 janvier 1784, alors que la montgolfière baptisée Le Flesselles s'élève dans les airs à Lyon, on apprend sa nomination à Paris.
Pendant la période de la réforme Maupeou (1771-1774), il est président du conseil supérieur de Lyon.

## Prévôt des marchands de Paris (21 avril-14 juillet 1789)

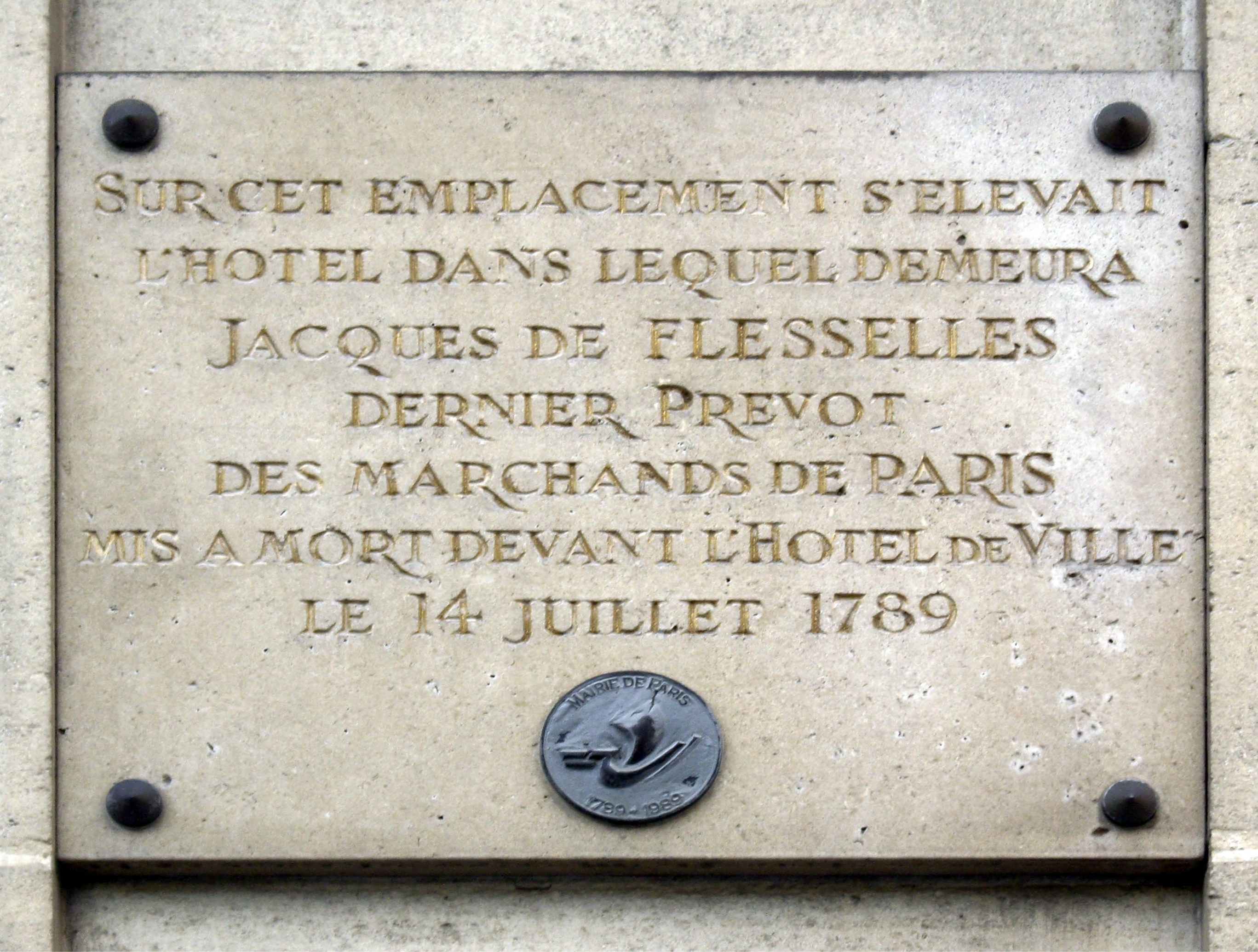
Plaque commémorative au 52 rue de Sévigné, posée pour le bicentenaire de la Révolution, marquant l'emplacement de l'hôtel de Flesselles où résidait Jacques de Flesselles.

Le 21 avril 1789, il est appelé à succéder à Louis le Peletier comme prévôt des marchands de Paris, fonction équivalente à celle de maire de nos jours. Le 27 mai, les électeurs des trois ordres de la ville demandent à siéger à l'hôtel de ville et à participer à la gestion de la cité, ce que Jacques de Flesselles, soutenu par le ministère de Jacques Necker refuse, considérant que cela est illégal. Le 25 juin, cette demande est renouvelée et, sous la pression publique, Jacques de Flesselles autorise douze de ces électeurs à se joindre à la municipalité en place. La première session de cette « assemblée générale » se tient le 13 juillet. Jacques de Flesselles en est élu président. Sous la pression de la foule, il doit accepter la création d’une garde bourgeoise et annonce que 12 000 fusils vont arriver de Charleville pour équiper la troupe. Mais celle-ci n'arrive pas et il est accusé d'avoir caché au peuple l'existence de cinq milliers de livres de poudre découverts sur un bateau au port Saint-Nicolas, d'être l'auteur de toutes les fausses espérances qui portent au comble l'irritation des esprits.

## Assassinat le 14 juillet 1789

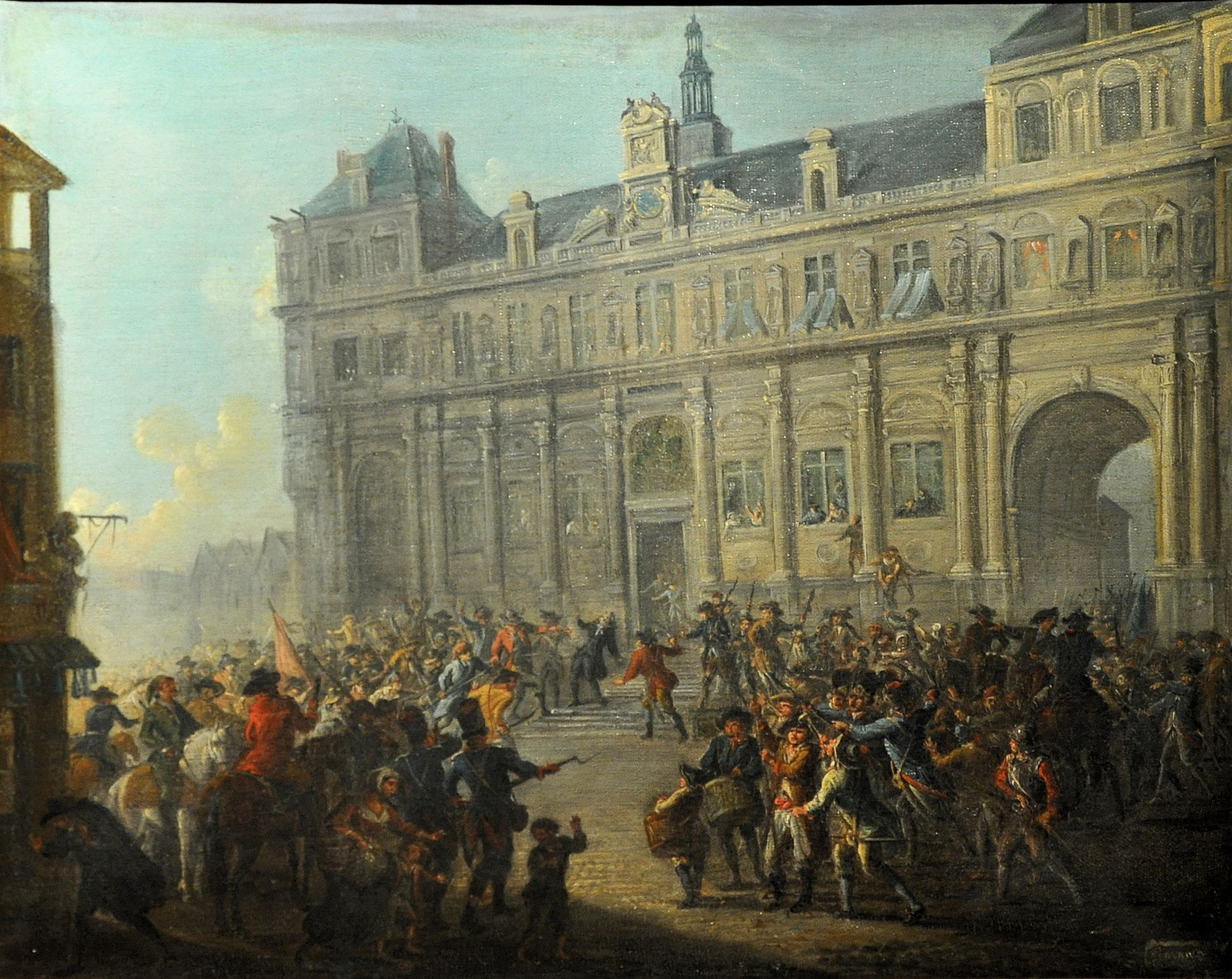
L'assassinat de Jacques de Flesselles par Jean-Baptiste Lallemand (musée Carnavalet).

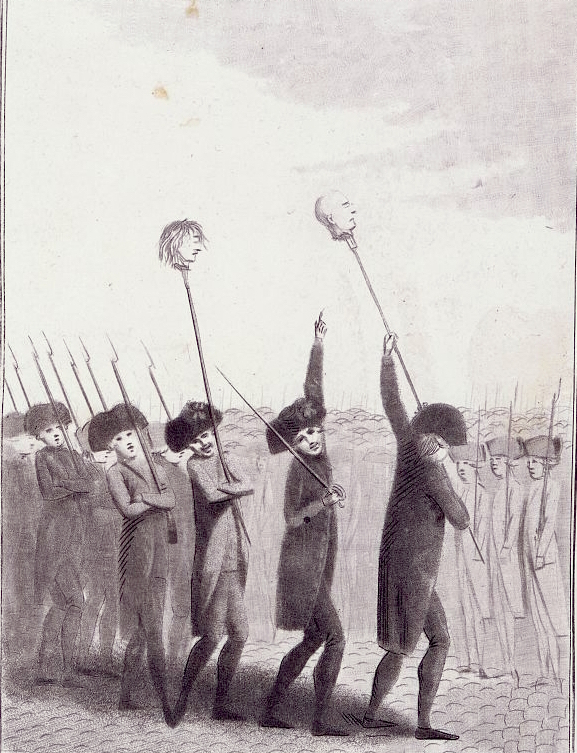
« C'est ainsi que l'on se venge des traîtres. »
Gravure de 1789 dépeignant des soldats ou des miliciens portant les têtes de Jacques de Flesselles et du marquis de Launay sur des piques.

Jacques de Flesselles avait joué un rôle actif dans la lutte du pouvoir royal contre les parlements.
Le 14 juillet, alors que commence la prise de la Bastille, le comité insurrectionnel installé au Palais-Royal envoie un délégué à l'hôtel de ville. Jacques de Flesselles sort sans chercher à se défendre, entouré par la foule, qui ne lui fait néanmoins pas de violence ; il s'apprête à descendre l'escalier de l'Hôtel de Ville pour traverser la place de Grève, lorsqu’un inconnu le tue d’un coup de pistolet, puis disparaît sans être arrêté.
Comme Bernard-René de Launay, le gouverneur de la Bastille, il est ensuite décapité, et sa tête, placée au bout d’une pique, est promenée dans les rues.

## Famille
Membre de la famille de Flesselles, ou Flécelles, Jacques de Flesselles est qualifié en 1768 de chevalier, seigneur de Champgueffier, La Chapelle-Iger, Vaux fous Valliére, Mauny, Les Bordes et autres lieux.
Il est le fils de Jacques II de Flesselles, trésorier-receveur et payeur des gages des officiers de la Chancellerie près le Parlement de Rouen puis conseiller du roi (1735-1758), seigneur de Champgueffier, Veaux-sous-Vallière, Châteaufort, et d'Élisabeth Robinet, fille de Pierre-Germain, riche marchand de vin d'Auxerre, secrétaire du roi, et de Gabrielle Robert.
Jacques de Flesselles épouse en 1759 Marie-Geneviève-Ursule Pajot, fille de Pierre Pajot, seigneur de Noizeau, conseiller au parlement de Paris, maître des requêtes, intendant de Limoges puis de Montauban et de Geneviève de Versoris,,.

## Armoiries
|  | Les armes de la famille de Flesselles se blasonnent ainsi : D'azur à une flèche d'argent, puis, par suite d'une reconnaissance (1750) de parenté avec la branche des marquis de Brégy, d’argent au lion d’azur, la tête courbée en avant ; au chef de gueules chargé de trois besants d’or. |